# Francesco Manassero
Francesco Paolo Manassero Zegarra, né le 4 décembre 1965 à Lima au Pérou, est un footballeur péruvien qui évoluait au poste de milieu offensif. Il s'est reconverti en entraîneur.

## Biographie

### Carrière de joueur

#### En club
Formé au Sporting Cristal, Francesco Manassero y fait ses débuts en 1984. Il est sacré deux fois champion du Pérou avec ce club en 1988 et 1991,. Avec le Sporting Cristal, il dispute deux éditions de la Copa Libertadores en 1989 et 1990 (12 matchs en tout, deux buts inscrits).
Il aura l'occasion de remporter un troisième titre de champion du Pérou au sein de l'Universitario de Deportes en 1992.
Manassero s'expatrie à plusieurs reprises, d'abord au Chili, lorsqu'il est prêté en 1990 au Deportes La Serena. Il devient le premier joueur péruvien à évoluer à la fois en Écosse, lorsqu'il part en 1991 au Dundee United, puis en Turquie, au Beşiktaş JK, en 1993. Il connaît une dernière expérience à l'étranger en Colombie, au Deportivo Pereira, en 1994.
Revenu au Pérou en 1995, il joue pour le Deportivo Pesquero et le Juan Aurich avant de raccrocher les crampons au FBC Melgar en 1999.

#### En équipe nationale
International péruvien, Francesco Manassero compte 13 capes en équipe nationale entre 1988 et 1989. Il participe notamment à  la Copa América 1989 au Brésil.
Le 16 juin 1989, il marque son seul but international face à Trinité-et-Tobago en match amical disputé à Port-d'Espagne (défaite 2-1).

### Carrière d'entraîneur
Une fois sa carrière de joueur terminée, Francisco Manassero fut président du syndicat de footballeurs professionnels péruviens ((es) Agremiación de Futbolistas Profesionales de Perú) de 2001 à 2016 (remplacé par Roberto Silva).
En 2017, il est brièvement entraîneur-adjoint à l'Unión Huaral, avant de prendre la tête du Sport Victoria d'Ica en 2e division l'année suivante.
En 2022, il dirige le Club Furia Uranmarca en Copa Perú.

## Palmarès(joueur)
| Sporting Cristal - Championnat du Pérou (2) : - Champion : 1988 et 1991. - Vice-champion : 1989. |  | Universitario de Deportes - Championnat du Pérou (1) : - Champion : 1992. |